# Kacen Callender
Kacen Callender je autor dětských, yound adult a fantasy knih ze Svatého Tomáše, známy především díky svému debutu Hurricane Child, který byl oceněn cenami Stonewall Book Award a Lambda Literary Award. Jeho fantasy román Queen of the Conquered získal v roce 2020 cenu World Fantasy Award a King and the Dragonflies vyhrál v roce 2020 cenu National Book Award for Young People's Literature.

## Osobní život
Callender se narodil a vyrůstal na Svatém Tomáši na Amerických Panenských ostrovech. Má bakalářský titul ze Sarah Lawrence College, kde studoval japonštinu a tvůrčí psaní, a titul Magistr umění z The New School, kde studoval psaní pro děti.
Předtím, než se Callender stal autorem, pracoval jako redaktor v Little, Brown. V roce 2018 v reakci na hurikán Irma zahájil online aukci #USVIPubFund, v rámci které spolu s dalšími profesionály z oblasti vydávání knih vybrali 104 000 $ na podporu Amerických Panenských ostrovů.
Callender je queer trans Afroameričan, používá they/them a he/him zájmena. Se svým novým jménem debutoval při oznámení svého dalšího young adult románu Felix Ever After v květnu 2019.
V současné době žije ve Filadelfii .

## Přijetí díla
Jeho debut Hurricane Child, o dvanáctileté dívce, která se narodila během hurikánu a věří, že je prokletá, vydalo nakladatelství Scholastic v roce 2018 a v roce 2019 získal cenu Stonewall Book Award.
Jak Hurricane Child, tak young adult debut This is Kind of an Epic Love Story, byly nominovány na literární cenu Lambda 2019 v kategorii LGBTQ * pro děti a mládež. Cenu získala kniha Hurricane Child.
Jeho druhý young adult román, Felix Ever After, je o transgender teenagerovi, který si online vytvoří falešnou identitu aby se pomstil spolužákovi, ale nakonec se do něj zamiluje.
King and the Dragonflies, Callenderův druhý middle-grade román, který se zabývá rasou a sexualitou, byl vydán v roce 2020. Obdržel hvězdnou recenzi od School Library Journal, Horn Book a Publishers Weekly.
Jeho debut pro dospělé, Queen of the Conquered, vydalo nakladatelství Orbit v roce 2019. Odehrává se ve světě inspirovaném Karibikem a vypráví příběh černošského protagonisty bojujícího proti kolonistům. Kniha obdržela hvězdné recenze od Kirkus Reviews a School Library Journal.

## Ocenění
Výhry
- 2019 Stonewall Children's and Young Adult Literature Award za knihu Hurricane Child
- 2019 Lambda Literary Award in LGBTQ* Children's/Young Adult za knihu Hurricane Child
- 2020 National Book Award for Young People's Literature za knihu King and the Dragonflies

Nominace
- 2019 Lambda Literary Award in LGBTQ* Children's/Young Adult za knihu This is Kind of an Epic Love Story